# 金家凤
金家凤（1903年—1979年9月）又名品三，字冠三，江苏吴县甪直（今苏州市吴中区甪直镇）人，上海社会主义青年团发起人之一，中国共产党早期党员，中国社会主义青年团的创建者之一，中国共产党及中华人民共和国间谍。

## 生平

### 早年生涯
金家凤于1903年生于吴县甪直镇的一个地主家庭。其父金恩燮（字友克）在辛亥革命前后曾为甪直镇的中国同盟会的负责人。金家的兄弟姐妹共5人，金家凤排行第三。1916年，金家凤毕业于甪直小学。随后，金恩燮将金家凤送到上海南洋附中学习。在校期间，他成为《新青年》的读者。1919年2月、3月间，金家凤参加世界语学会。
1919年4月，金家凤、侯绍裘（中共苏州独立支部的创建人之一）等同学策划使用炸弹暗杀松沪护军使何丰林。但计划泄露，金家凤等几位同学被警察逮捕，后经南洋路矿学校校长朱贡三出面营救，他们获保释。
1919年五四运动期间，金家凤是南洋附中代表、上海学生联合会成员之一。因南洋附中反对学生参与社会运动，金家凤、侯绍裘、茅以新、萧箎、沈昌等8位参加社会运动的学生被南洋附中开除。此后，金家凤转入南洋路矿学校学习，并且在中法教育会补习法文，准备赴法国留学。

### 参与建党建团
1920年2月，陈独秀自北京经天津抵达上海。上海学生联合会派出学生前往欢迎陈独秀。陈独秀在欢迎大会上应邀发表演讲。金家凤也参加了此次欢迎活动，并首次见到陈独秀。不久，英国哲学家罗素应邀访华，其此行自上海开始。在组织“欢迎罗素来华演讲会”期间，金家凤再次见到陈独秀。通过交谈，陈独秀十分赏识金家凤。自此，金家凤伴随并师从陈独秀，参与编辑《新青年》杂志，开始投身革命活动，参与建党建团。
1920年4月，通过李大钊介绍，共产国际代表维金斯基一行人抵达上海会见陈独秀。双方决定创立中俄通讯社（后来改称华俄通讯社）。该通讯社由维金斯基的翻译杨明斋负责。杨明斋、陈独秀出面租入上海霞飞路新渔阳里6号（今淮海中路567弄6号）为通讯社社址。金家凤、俞秀松等人入住新渔阳里6号，楼上朝东的亭子间为俞秀松等的卧室，朝西的亭子间则由金家凤和杨明斋同住。
当时，许多湖北、湖南、四川、安徽等地的青年来到上海，各地被通缉的学生和青年也到上海，投奔《新青年》杂志的陈独秀、《民国日报》副刊《觉悟》主编邵力子。新渔阳里6号遂成为各地青年的住所。金家凤帮助俞秀松接待并安置外地学生。
1920年5月，陈独秀发起成立上海马克思主义研究会。金家凤参加了该会，参与该会的翻译、写作及宣传活动，先后以“冠三”、“品三”、“凤三”等笔名，在《新青年》、《共产党》、《向导》和《民国日报》副刊《觉悟》等刊物上发表文章，宣传马克思主义及俄国十月革命。
1920年8月22日，上海社会主义青年团在新渔阳里6号成立，俞秀松、施存统、沈玄庐、陈望道、李汉俊、叶天底、袁振英、金家凤8人为发起人，俞秀松任书记，金家凤负责团务。上海社会主义青年团是中国首个社会主义青年团。
1920年，陈独秀在筹备建党时经费不足，金家凤乃致信家中，称需钱“赴法留学”。其母宋乔信以为真，遂筹集6000银元，分批送至上海，作为金家凤及其未婚妻留学法国10年的费用。金家凤收到钱后，均转交陈独秀，作为建党建团的经费。为让金家凤的家人相信其已“赴法留学”，1920年秋，陈独秀亲自致信北京大学的蔡元培、李大钊，介绍金家凤入北京大学，金家凤遂离开上海到北京学习。
进入北京大学后，金家凤参加了北京大学党组织的活动，编入党的北大区支部，起初和李国瑄、范鸿劼、高君宇等人在一个小组，后来和朱务善、何孟雄等人在一个小组。金家凤主要开展青年工作，并参与了以长辛店铁路工人、唐山煤矿矿工为主要对象的劳工运动。1921年5月，在马神庙的北京大学理科化学实验室内，金家凤、邓中夏、张国焘、何孟雄、缪伯英、朱务善、罗章龙、刘仁静等参加了李大钊主持的入党团典礼。18岁的金家凤成为中国共产党第一次全国代表大会之前57位中共党员中最年轻者。
1921年，中国共产党第一次全国代表大会召开。会议的最后一天，金家凤紧急为代表们送信称，巡捕房即将搜查会场，代表们便临时转赴浙江嘉兴南湖开会。
1922年5月5日至5月10日，中国社会主义青年团第一次全国代表大会在广州召开。来自上海、北京、广州、武昌、长沙、南京、天津、唐山、保定等15个地方团的25位代表出席了会议，他们是陈公博、蔡和森、邓中夏、张太雷、许白昊、施存统、俞秀松、易礼容、王振翼、陈子博、谭平山、莫耀明、树彝、吕一鸣、王仲强、谭植棠、金家凤、张仲毅、张继武、张绍康、梁夏燃等等。中国共产党领导人陈独秀等人、青年共产国际代表也出席了此次大会。大会讨论并通过了《中国社会主义青年团纲领》和《中国社会主义青年团章程》等六个议案，建立了中国社会主义青年团这一中国全国性组织。

### 建党建团之后
1922年，为反对世界基督教学生同盟在北京召开第11次年会，金家凤联合中国国民党、中国共产党共80多人，以北京社会主义青年团的名义组织“非宗教大同盟”。金家凤任主持人，萧瑜任干事，该大同盟分别于3月11日和4月1日两次发出通电，还组织发表李大钊、李石曾、邓中夏、何孟雄等8人署名的《非宗教者宣言》。
1923年，金家凤在北京帮李大钊、李石曾策划举办“首都裁兵大会”，遭到北洋政府通缉，金家凤随即被调赴安徽，筹建中国共产党的早期组织。不久，金家凤返回北京，李大钊让金家凤将信函带给陈独秀，金家凤乘津浦线经南京赴武汉，途经南京时被孙传芳的军警发现，随即遭逮捕入狱。后来，经颜惠庆、胡适等人保释，金家凤出狱并回苏州养病。
1927年，李大钊被张作霖杀害。中国国民党清党后，陈独秀不再担任中共中央领导人，金家凤同中共党组织失去联系。金家凤遂携妻子毛一鸣赴南京找蔡元培，蔡元培任命金家凤担任国民政府教育部的图书馆主任。后来，金家凤参加了由汪精卫等发起的反蒋活动。

### 在抗日战争中
1937年抗日战争爆发后，金家凤先后赴长沙、重庆。1939年，金家凤在重庆见到中共地下情报员傅大庆。通过傅大庆，金家凤同中共党组织重新建立了联系。
1940年，国防最高委员会秘书长张群找到金家凤称，“日军军情和日本国内的情况需要有人去了解，周恩来也提出派人去摸清日共及日本各政党的情况”，问金家凤是否愿往。金家凤对此未置可否。随后，金家凤通过傅大庆将此事汇报周恩来，周恩来答称，“是我与张群商量的，若你同意，我派傅大庆与你同行。”金家凤经过考虑，同意奉命去汪精卫政权任职。临行前，金家凤向战地党政委员会递交了《自发抗战计划书》，获李济深下令备案。
金家凤自重庆回到上海之后，被汪精卫政权任命为“中国国民党中央执行委员”。当时，金家凤肩负两个任务，一是对汪精卫政权内部开展情报工作，二是注意日本民间人士情况，推动日本的进步人士的反战活动。
1941年1月，金家凤随丁默邨访问日本，当时金家凤即将出任运输公司中方经理，所以金家凤以运输公司中方经理的身份，同日本社会党等公开活动的党派的人士进行接触，还接触了岛田正雄等日本共产党领导人。回到上海之后，金家凤约傅大庆在上海国际饭店会面，汇报了在日本的见闻。不久，傅大庆因为有其他任务而离开上海，潘汉年派助手张建良（又名华克之）同金家凤联系。
1943年夏，金家凤组织了时事讨论会。时事讨论会需要的电讯稿由汪精卫政权特工总部的电台收录，每隔数天，特工电台便派人将电讯稿送来，有时金家凤也派人去特工电台取电讯稿。金家凤阅读电讯稿之后，会联系中共地下人员取走。金家凤也让长子金庆平取或送电讯稿，并让金庆平很快学会了骑自行车，以便随时赴特工电台取电讯稿。1945年，金庆平加入中国共产党。
1945年4月，日军以“通共通渝”的罪名逮捕金家凤，并将其押入苏州政治犯监狱。1945年8月，日本投降，金家凤获释。此后，他任职于上海通安轮船股份有限公司。抗日战争胜利后，金家凤随即接到张建良转述的潘汉年指示：“撤退香港，与中共地下情报人员取得联系，配合开展策反和统战工作。”金家凤遂化名“费君忍”，在香港以运输生意为掩护，同各方面人士进行接触。

### 在人民共和国
1950年9月，以美国为首的联合国军在仁川登陆，很快占领朝鲜半岛北部。中共中央政治局连续召开会议商讨对策。在香港担任轮船公司经理的金家凤自可靠渠道获知，美国政府已经授权麦克阿瑟可以越过中朝边界“追击”，便致信毛泽东，通过张建良快速上报。此情报对于中共中央决定“抗美援朝”意义重大。事后，张建良登门为金家凤送来一支“犀菲利”牌金笔，称该金笔是毛泽东对金家凤的嘉奖。
1952年，船务公司东主孟力平同台湾方面进行勾结，试图将“罗斯陶”号轮船驶往台湾，当时金家凤觉察之后试图阻止，但遭孟力平排挤并免职。但“罗斯陶”号的船员进行了斗争，最终将“罗斯陶”号驶回广州黄埔港。1953年，金家凤回到广州汇报时，因受该案牵连而被逮捕。1958年，广东省公安厅在侦查之后认为此案为孟力平策划，还确认了金家凤的情报关系，但因各种原因，金家凤仍被判处有期徒刑15年。文化大革命期间，金家凤继续留农场接受改造，直到1975年底获特赦出狱。1976年周恩来逝世时，金家凤在儿子杨庆章身边低声叹息：“我的事可能再也说不清楚了。”
1979年9月，金家凤赴香港探亲，遭遇车祸逝世。新华社香港分社以“中国旅行社”的名义致送花圈，花牌上写有“典型尚在”四字。